# Нотр-Дам-де-Ливей
Нотр-Дам-де-Ливе́й (фр. Notre-Dame-de-Livaye) — коммуна во Франции, находится в регионе Нижняя Нормандия. Департамент коммуны — Кальвадос. Входит в состав кантона Мезидон-Канон. Округ коммуны — Лизьё.
Код INSEE коммуны — 14473.

## Население
Население коммуны на 2010 год составляло 130 человек.
| 1962 | 1968 | 1975 | 1982 | 1990 | 1999 | 2010 |
| ---- | ---- | ---- | ---- | ---- | ---- | ---- |
| 93   | 107  | 107  | 109  | 125  | 130  | 130  |

## Экономика
В 2010 году среди 83 человек трудоспособного возраста (15—64 лет) 60 были экономически активными, 23 — неактивными (показатель активности — 72,3 %, в 1999 году было 70,0 %). Из 60 активных жителей работали 54 человека (32 мужчины и 22 женщины), безработных было 6 (2 мужчин и 4 женщины). Среди 23 неактивных 6 человек были учениками или студентами, 10 — пенсионерами, 7 были неактивными по другим причинам.